# Szatmári Megyei Múzeum
A Szatmárnémetiben található Szatmár Megyei Múzeum műemléknek nyilvánított múzeum Romániában, Szatmár megyében. A romániai műemlékek jegyzékében az SM-II-m-B-05230 sorszámon szerepel.